# Hipóxia (ambiente)
A hipóxia ambiental é um fenómeno de baixa concentração de Oxigénio que ocorre em ambientes aquáticos. Ocorre quando a concentração de oxigénio dissolvido (OD) encontra-se a níveis reduzidos, ao ponto de causar danos nos organismos aquáticos presentes no ecossistema. A concentração de oxigénio dissolvido geralmente é expressa em quantidade de O2 dissolvido na água em mg.L−1, sendo que os valores normais situam-se a volta de 8 mg L−1 a 25 oC entre 0 e 1 000 m de altitude.

## Ocorrência
O fenómeno da hipóxia pode ocorrer em toda a coluna de água, desde a camada mais superficial até junto dos sedimentos do fundo, embora ocorra mais facilmente ao longo de 20 a 25% da coluna de água, dependendo da profundidade e das mudanças súbitas da densidade da água com a profundidade.

## Causas da sua ocorrência
Para além dos efeitos naturais, a hipóxia resulta da eutrofização causada pela poluição por nutrientes vegetais como o amónio, nitratos e fosfatos. Na presença destes nutrientes, a concentração de algas aumenta com a saturação do oxigénio dissolvido, e após completarem o seu ciclo de vida, são decompostas por bactérias, o que causa uma redução de OD substancialmente superior a normal. Se esta diminuição de OD levara hipóxia, pode causar a morte de peixes e invertebrados, afectando assim o ecossistema aquático, o que pode causar igualmente danos nos seres vivos terrestres e nos pássaros cujo ecossistema depende do aquático.

## Soluções
Para evitar e controlar os problemas de hipóxia derivadas da actividade humana,  é necessário reduzir a quantidade de nutrientes usados na agricultura, que entrando no ciclo da água, transportados pelos rios e canais subterrâneos acabam por ter como destino final os rios e lagos mais sensíveis. Para alem disso, melhorias nos sistemas de tratamento de águas residuais diminuiriam substancialmente a quantidade de nutrientes lançados nos ecossistemas, ou o restauro de sistemas ecológicos como sapais são particularmente eficazes na redução da quantidade de fósforo e azoto.
As tecnologias ambientais trazem igualmente novas soluções, através da injecção de ar comprimido em colunas de água. Em Inglaterra, esta técnica foi utilizada no canal marítimo de Manchester, à data com baixos níveis de OD resultantes de águas com baixa velocidade e de várias descargas de canais de águas residuais sem tratamento. Com a injecção de ar comprimido, o nível de OD chegou aos 300%, levando a um aumento do número de espécies de invertebrados, como o camarão de água-doce, em mais de 30%. A desova e as taxas de crescimento das espécies de peixes, como a pardelha-dos-alpes e o perca também aumentou de tal forma que actualmente encontram-se entre as mais elevadas na Inglaterra.